# Primera División 2023-2024 (Spagna)
La Primera División 2023-2024, commercialmente denominata La Liga EA Sports per motivi di sponsor, è stata la 93ª edizione del campionato spagnolo di calcio, iniziata l'11 agosto 2023 e conclusa il 26 maggio 2024.
Il Real Madrid si è laureato campione per la trentaseiesima volta nella sua storia.

## Stagione

### Novità
Dalla stagione precedente sono state retrocesse Real Valladolid, Espanyol ed Elche. Dalla Segunda División sono state promosse Granada, Las Palmas e Alavés, che si sono classificate rispettivamente in 1ª, 2ª e 4ª posizione. L'Alaves ha guadagnato la promozione vincendo i play-off, battendo in finale il Levante, pareggiando 0-0 all'andata e vincendo 1-0, dopo i tempi supplementari, al ritorno.

### Formula
Al torneo partecipano 20 squadre che si sfidano in un girone all'italiana secondo la struttura più consueta dei campionati calcistici moderni. Ogni partecipante deve sfidare tutti gli altri per due volte: la prima nel girone d'andata, l'altra nel girone di ritorno. L'ordine in cui vengono affrontate le altre squadre è stabilito dal calendario, il quale prevede che tutte le partite del girone d'andata verranno ripetute nel girone di ritorno, con l'inversione del terreno di gioco. Vengono assegnati tre punti per la vittoria, uno per il pareggio e zero per la sconfitta, indipendentemente dal fattore campo.
Le prime quattro classificate si qualificano per la fase campionato della UEFA Champions League, mentre accede all'UEFA Europa League la 5ª classificata e la vincitrice della Coppa del Re. La 6ª classificata accede ai play-off della UEFA Europa Conference League. Le ultime 3 squadre retrocedono direttamente in Segunda División.

## Squadre partecipanti
| Squadra         | Stagione | Città                      | Stadio                         | Stagione precedente                                    |
| --------------- | -------- | -------------------------- | ------------------------------ | ------------------------------------------------------ |
| Alavés          | dettagli | Vitoria-Gasteiz            | Stadio di Mendizorrotza        | 4º posto in Segunda División, promossa dopo i play-off |
| Almería         | dettagli | Almería                    | Power Horse Stadium            | 17º posto in Primera División                          |
| Athletic Bilbao | dettagli | Bilbao                     | San Mamés Barria               | 8º posto in Primera División                           |
| Atlético Madrid | dettagli | Madrid                     | Cívitas Metropolitano          | 3º posto in Primera División                           |
| Barcellona      | dettagli | Barcellona                 | Stadio olimpico Lluís Companys | 1º posto in Primera División, campione                 |
| Betis           | dettagli | Siviglia                   | Stadio Benito Villamarín       | 6º posto in Primera División                           |
| Cadice          | dettagli | Cadice                     | Ramón de Carranza              | 14º posto in Primera División                          |
| Celta Vigo      | dettagli | Vigo                       | Balaídos                       | 13º posto in Primera División                          |
| Getafe          | dettagli | Getafe                     | Alfonso Pérez                  | 15º posto in Primera División                          |
| Girona          | dettagli | Girona                     | Stadio Montilivi               | 10º in Primera División                                |
| Granada         | dettagli | Granada                    | Stadio nuovo de Los Cármenes   | 1º posto in Segunda División, promossa                 |
| Las Palmas      | dettagli | Las Palmas de Gran Canaria | Stadio di Gran Canaria         | 2º in Segunda División, promossa                       |
| Maiorca         | dettagli | Palma di Maiorca           | Visit Mallorca Estadi          | 9º posto in Primera División                           |
| Osasuna         | dettagli | Pamplona                   | Estadio Reyno de Navarra       | 7º posto in Primera División                           |
| Rayo Vallecano  | dettagli | Madrid                     | Campo de Fútbol de Vallecas    | 11º posto in Primera División                          |
| Real Madrid     | dettagli | Madrid                     | Stadio Santiago Bernabéu       | 2º posto in Primera División                           |
| Real Sociedad   | dettagli | San Sebastián              | Reale Arena                    | 4º posto in Primera División                           |
| Siviglia        | dettagli | Siviglia                   | Ramón Sánchez-Pizjuán          | 12º posto in Primera División                          |
| Valencia        | dettagli | Valencia                   | Mestalla                       | 16º posto in Primera División                          |
| Villarreal      | dettagli | Vila-real                  | Estadio de la Ceramica         | 5º posto in Primera División                           |

## Allenatori e primatisti
Aggiornata al 26 maggio 2024 
| Squadra         | Allenatore                                                                               | Calciatore più presente                            | Cannoniere                |
| --------------- | ---------------------------------------------------------------------------------------- | -------------------------------------------------- | ------------------------- |
| Alaves          | Luis García                                                                              | Luis Rioja (37)                                    | Samu Omorodion (8)        |
| Almeria         | Vicente Moreno (1ª-7ª) Alberto Lasarte (8ª-9ª) Gaizka Garitano (10ª-28ª) Pepe Mel (29ª-) | Adrián Embarba (36)                                | Sergio Arribas (9)        |
| Athletic Bilbao | Ernesto Valverde                                                                         | Unai Simón (35)                                    | Gorka Guruzeta (14)       |
| Atlético Madrid | Diego Simeone                                                                            | Jan Oblak (38)                                     | Antoine Griezmann (16)    |
| Barcellona      | Xavi                                                                                     | Lamine Yamal (37)                                  | Robert Lewandowski (19)   |
| Betis           | Manuel Pellegrini                                                                        | Willian José (33)                                  | Willian José (10)         |
| Cadice          | Sergio González (1ª-21ª) Mauricio Pellegrino (22ª-)                                      | Chris Ramos (37)                                   | Chris Ramos (5)           |
| Celta Vigo      | Rafael Benítez (1ª-28ª) Claudio Giráldez (29ª-)                                          | Óscar Mingueza (38)                                | Jørgen Strand Larsen (13) |
| Getafe          | José Bordalás                                                                            | David Soria (38)                                   | Borja Mayoral (15)        |
| Girona          | Míchel                                                                                   | Paulo Gazzaniga (38)                               | Artem Dovbyk (24)         |
| Granada         | Paco López (1ª-14ª) Alexander Medina (15ª-29ª) José Ramón Sandoval (30ª-)                | Carlos Neva (36)                                   | Myrto Uzuni (11)          |
| Las Palmas      | García Pimienta                                                                          | Munir (38)                                         | Kirian Rodríguez (6)      |
| Maiorca         | Javier Aguirre                                                                           | Predrag Rajković Dani Rodríguez, Sergi Darder (36) | Vedat Muriqi (7)          |
| Osasuna         | Jagoba Arrasate                                                                          | Jesús Areso (37)                                   | Ante Budimir (17)         |
| Rayo Vallecano  | Francisco Rodríguez (1ª-24ª) Iñigo Pérez (25ª- )                                         | Florian Lejeune, Stole Dimitrievski (36)           | Álvaro García (6)         |
| Real Madrid     | Carlo Ancelotti                                                                          | Federico Valverde (37)                             | Jude Bellingham (19)      |
| Real Sociedad   | Imanol Alguacil                                                                          | Álex Remiro (37)                                   | Mikel Oyarzabal (8)       |
| Siviglia        | José Luis Mendilibar (1ª-9ª) Diego Alonso (10ª-17ª) Quique Sánchez Flores (18ª-)         | Lucas Ocampos (35)                                 | Youssef En-Nesyri (16)    |
| Valencia        | Rubén Baraja                                                                             | Hugo Duro Giorgi Mamardashvili Pepelu (37)         | Hugo Duro (13)            |
| Villarreal      | Quique Setién (1ª-4ª) Pacheta (5ª-13ª) Marcelino (14ª-)                                  | Filip Jørgensen (36)                               | Alexander Sørloth (23)    |

## Classifica finale
|  | Pos. | Squadra         | Pt | G  | V  | N  | P  | GF | GS | DR  |
|  | ---- | --------------- | -- | -- | -- | -- | -- | -- | -- | --- |
|  | 1.   | Real Madrid     | 95 | 38 | 29 | 8  | 1  | 87 | 26 | +61 |
|  | 2.   | Barcellona      | 85 | 38 | 26 | 7  | 5  | 79 | 44 | +35 |
|  | 3.   | Girona          | 81 | 38 | 25 | 6  | 7  | 85 | 46 | +39 |
|  | 4.   | Atlético Madrid | 76 | 38 | 24 | 4  | 10 | 70 | 43 | +27 |
|  | 5.   | Athletic Bilbao | 68 | 38 | 19 | 11 | 8  | 61 | 37 | +24 |
|  | 6.   | Real Sociedad   | 60 | 38 | 16 | 12 | 10 | 51 | 39 | +12 |
|  | 7.   | Betis           | 57 | 38 | 14 | 15 | 9  | 48 | 45 | +3  |
|  | 8.   | Villarreal      | 53 | 38 | 14 | 11 | 13 | 65 | 65 | 0   |
|  | 9.   | Valencia        | 49 | 38 | 13 | 10 | 15 | 40 | 45 | -5  |
|  | 10.  | Alavés          | 46 | 38 | 12 | 10 | 16 | 36 | 46 | -10 |
|  | 11.  | Osasuna         | 45 | 38 | 11 | 9  | 17 | 45 | 56 | -11 |
|  | 12.  | Getafe          | 43 | 38 | 10 | 13 | 15 | 42 | 54 | -12 |
|  | 13.  | Celta Vigo      | 41 | 38 | 10 | 11 | 17 | 46 | 57 | -11 |
|  | 14.  | Siviglia        | 41 | 38 | 10 | 11 | 17 | 48 | 54 | -6  |
|  | 15.  | Maiorca         | 40 | 38 | 8  | 16 | 14 | 33 | 44 | -11 |
|  | 16.  | Las Palmas      | 40 | 38 | 10 | 10 | 18 | 33 | 47 | -14 |
|  | 17.  | Rayo Vallecano  | 38 | 38 | 8  | 14 | 16 | 29 | 48 | -19 |
|  | 18.  | Cadice          | 33 | 38 | 6  | 15 | 17 | 26 | 55 | -29 |
|  | 19.  | Almería         | 21 | 38 | 3  | 12 | 23 | 43 | 75 | -32 |
|  | 20.  | Granada         | 21 | 38 | 4  | 9  | 25 | 38 | 79 | -41 |

Legenda:
      Campione di Spagna e ammessa alla fase campionato della  UEFA Champions League 2024-2025.
      Ammesse alla fase campionato della UEFA Champions League 2024-2025.
      Ammesse alla fase campionato della  UEFA Europa League 2024-2025.
      Ammessa agli spareggi della  UEFA Conference League 2024-2025.
      Retrocessa in  Segunda División 2024-2025.
Regolamento:
Tre punti per la vittoria, uno per il pareggio, zero per la sconfitta.
In caso di arrivo di due squadre a pari punti, la graduatoria verrà stilata in base all'ordine dei seguenti criteri:
- Differenza reti negli scontri diretti
- Differenza reti generale
- Reti realizzate in generale

In caso di arrivo di tre o più squadre a pari punti, la graduatoria verrà stilata in base all'ordine dei seguenti criteri:
- Punti negli scontri diretti (classifica avulsa)
- Differenza reti negli scontri diretti
- Differenza reti generale
- Reti realizzate in generale
- Classifica fair-play stilata a inizio stagione

Nel caso un criterio escluda solamente alcune delle squadre, senza quindi determinare l'ordine completo, tali squadre vengono escluse dal criterio successivo, rimanendo così senza possibilità di posizionarsi meglio.

### Squadra campione
| Formazione tipo (4-3-1-2). | Giocatori (presenze)        |
| --- | --------------------------- |
| Lunin Carvajal Rüdiger Nacho Mendy Valverde Tchouaméni Kroos Bellingham Vinícius Rodrygo | Andrij Lunin (21)           |
| Lunin Carvajal Rüdiger Nacho Mendy Valverde Tchouaméni Kroos Bellingham Vinícius Rodrygo | Daniel Carvajal (28)        |
| Lunin Carvajal Rüdiger Nacho Mendy Valverde Tchouaméni Kroos Bellingham Vinícius Rodrygo | Antonio Rüdiger (33)        |
| Lunin Carvajal Rüdiger Nacho Mendy Valverde Tchouaméni Kroos Bellingham Vinícius Rodrygo | Nacho (29)                  |
| Lunin Carvajal Rüdiger Nacho Mendy Valverde Tchouaméni Kroos Bellingham Vinícius Rodrygo | Ferland Mendy (23)          |
| Lunin Carvajal Rüdiger Nacho Mendy Valverde Tchouaméni Kroos Bellingham Vinícius Rodrygo | Federico Valverde (37)      |
| Lunin Carvajal Rüdiger Nacho Mendy Valverde Tchouaméni Kroos Bellingham Vinícius Rodrygo | Aurélien Tchouaméni (27)    |
| Lunin Carvajal Rüdiger Nacho Mendy Valverde Tchouaméni Kroos Bellingham Vinícius Rodrygo | Toni Kroos (33)             |
| Lunin Carvajal Rüdiger Nacho Mendy Valverde Tchouaméni Kroos Bellingham Vinícius Rodrygo | Jude Bellingham (28)        |
| Lunin Carvajal Rüdiger Nacho Mendy Valverde Tchouaméni Kroos Bellingham Vinícius Rodrygo | Vinícius (26)               |
| Lunin Carvajal Rüdiger Nacho Mendy Valverde Tchouaméni Kroos Bellingham Vinícius Rodrygo | Rodrygo (34)                |
| Lunin Carvajal Rüdiger Nacho Mendy Valverde Tchouaméni Kroos Bellingham Vinícius Rodrygo | Allenatore: Carlo Ancelotti |
| Altri giocatori: Joselu (34), Luka Modrić (32), Eduardo Camavinga (31), Brahim Díaz (30), Lucas Vázquez (28), Fran García (25), Dani Ceballos (20), David Alaba (14), Kepa Arrizabalaga (14), Arda Güler (10), Éder Militão (10), Nicolás Paz (4), Thibaut Courtois (4), Gonzalo García (2), Mario Martín (2), Álvaro Rodríguez (1) |                             |

## Risultati

### Tabellone
Aggiornato al 26 maggio 2024 
|                 | Ala  | Alm  | AtB  | AtM  | Bar  | Bet  | Cad  | Cel  | Get  | Gir  | Gra  | LaP  | Mai  | Osa  | Ray  | RMa  | ReS  | Siv  | Val  | Vil  |
| --------------- | ---- | ---- | ---- | ---- | ---- | ---- | ---- | ---- | ---- | ---- | ---- | ---- | ---- | ---- | ---- | ---- | ---- | ---- | ---- | ---- |
| Alaves          | –––– | 1-0  | 0-2  | 2-0  | 1-3  | 1-1  | 1-0  | 3-0  | 1-0  | 2-2  | 3-1  | 0-1  | 1-1  | 0-2  | 1-0  | 0-1  | 0-1  | 4-3  | 1-0  | 1-1  |
| Almería         | 0-3  | –––– | 0-0  | 2-2  | 0-2  | 0-0  | 6-1  | 2-3  | 1-3  | 0-0  | 3-3  | 1-2  | 0-0  | 0-3  | 0-2  | 1-3  | 1-3  | 2-2  | 2-2  | 1-2  |
| Athletic Bilbao | 2-0  | 3-0  | –––– | 2-0  | 0-0  | 4-2  | 3-0  | 4-3  | 2-2  | 3-2  | 1-1  | 1-0  | 4-0  | 2-2  | 4-0  | 0-2  | 2-1  | 2-0  | 2-2  | 1-1  |
| Atlético Madrid | 2-1  | 2-1  | 3-1  | –––– | 0-3  | 2-1  | 3-2  | 1-0  | 3-3  | 3-1  | 3-1  | 5-0  | 1-0  | 1-4  | 2-1  | 3-1  | 2-1  | 1-0  | 2-0  | 3-1  |
| Barcellona      | 2-1  | 3-2  | 1-0  | 1-0  | –––– | 5-0  | 2-0  | 3-2  | 4-0  | 2-4  | 3-3  | 1-0  | 1-0  | 1-0  | 3-0  | 1-2  | 2-0  | 1-0  | 4-2  | 3-5  |
| Betis           | 0-0  | 3-2  | 3-1  | 0-0  | 2-4  | –––– | 1-1  | 2-1  | 1-1  | 1-1  | 1-0  | 1-0  | 2-0  | 2-1  | 1-0  | 1-1  | 0-2  | 1-1  | 3-0  | 2-3  |
| Cadice          | 1-0  | 1-1  | 0-0  | 2-0  | 0-1  | 0-2  | –––– | 2-2  | 1-0  | 0-1  | 1-0  | 0-0  | 1-1  | 1-1  | 0-0  | 0-3  | 0-0  | 2-2  | 1-4  | 3-1  |
| Celta Vigo      | 1-1  | 1-0  | 2-1  | 0-3  | 1-2  | 2-1  | 1-1  | –––– | 2-2  | 0-1  | 1-0  | 4-1  | 0-1  | 0-2  | 0-0  | 0-1  | 0-1  | 1-1  | 2-2  | 3-2  |
| Getafe          | 1-0  | 2-1  | 0-2  | 0-3  | 0-0  | 1-1  | 1-0  | 3-2  | –––– | 1-0  | 2-0  | 3-3  | 1-2  | 3-2  | 0-2  | 0-2  | 1-1  | 0-1  | 1-0  | 0-0  |
| Girona          | 3-0  | 5-2  | 1-1  | 4-3  | 4-2  | 3-2  | 4-1  | 1-0  | 3-0  | –––– | 7-0  | 1-0  | 5-3  | 2-0  | 3-0  | 0-3  | 0-0  | 5-1  | 2-1  | 0-1  |
| Granada         | 2-0  | 1-1  | 1-1  | 0-1  | 2-2  | 1-1  | 2-0  | 1-2  | 1-1  | 2-4  | –––– | 1-1  | 3-2  | 3-0  | 0-2  | 0-4  | 2-3  | 0-3  | 0-1  | 2-3  |
| Las Palmas      | 1-1  | 0-1  | 0-2  | 2-1  | 1-2  | 2-2  | 1-1  | 2-1  | 2-0  | 0-2  | 1-0  | –––– | 1-1  | 1-1  | 0-1  | 1-2  | 0-0  | 0-2  | 2-0  | 3-0  |
| Maiorca         | 0-0  | 2-2  | 0-0  | 0-1  | 2-2  | 0-1  | 1-1  | 1-1  | 0-0  | 1-0  | 1-0  | 1-0  | –––– | 3-2  | 2-1  | 0-1  | 1-2  | 1-0  | 1-1  | 0-1  |
| Osasuna         | 1-0  | 1-0  | 0-2  | 0-2  | 1-2  | 0-2  | 2-0  | 0-3  | 3-2  | 2-4  | 2-0  | 1-1  | 1-1  | –––– | 1-0  | 2-4  | 1-1  | 0-0  | 0-1  | 1-1  |
| Rayo Vallecano  | 2-0  | 0-1  | 0-1  | 0-7  | 1-1  | 2-0  | 1-1  | 0-0  | 0-0  | 1-2  | 2-1  | 0-2  | 2-2  | 2-1  | –––– | 1-1  | 2-2  | 1-2  | 0-1  | 1-1  |
| Real Madrid     | 5-0  | 3-2  | 2-0  | 1-1  | 3-2  | 0-0  | 3-0  | 4-0  | 2-1  | 4-0  | 2-0  | 2-0  | 1-0  | 4-0  | 0-0  | –––– | 2-1  | 1-0  | 5-1  | 4-1  |
| Real Sociedad   | 1-1  | 2-2  | 3-0  | 0-2  | 0-1  | 0-0  | 2-0  | 1-1  | 4-3  | 1-1  | 5-3  | 2-0  | 1-0  | 0-1  | 0-0  | 0-1  | –––– | 2-1  | 1-0  | 1-3  |
| Siviglia        | 2-3  | 5-1  | 0-2  | 1-0  | 1-2  | 1-1  | 0-1  | 1-2  | 0-3  | 1-2  | 3-0  | 1-0  | 2-1  | 1-1  | 2-2  | 1-1  | 3-2  | –––– | 1-2  | 1-1  |
| Valencia        | 0-1  | 2-1  | 1-0  | 3-0  | 1-1  | 1-2  | 2-0  | 0-0  | 1-0  | 1-3  | 1-0  | 1-0  | 0-0  | 1-2  | 0-0  | 2-2  | 0-1  | 0-0  | –––– | 3-1  |
| Villarreal      | 1-1  | 2-1  | 2-3  | 1-2  | 3-4  | 1-2  | 0-0  | 3-2  | 1-1  | 1-2  | 5-1  | 1-2  | 1-1  | 3-1  | 3-0  | 4-4  | 0-3  | 3-2  | 1-0  | –––– |

### Calendario

#### Girone di andata
|         | 1ª giornata                 |     |
|         |                             |     |
| 11 ago. | Almeria-Rayo Vallecano      | 0-2 |
| 11 ago. | Siviglia-Valencia           | 1-2 |
| 12 ago. | Real Sociedad-Girona        | 1-1 |
| 12 ago. | Las Palmas-Maiorca          | 1-1 |
| 12 ago. | Athletic Bilbao-Real Madrid | 0-2 |
| 13 ago. | Celta Vigo-Osasuna          | 0-2 |
| 13 ago. | Villarreal-Betis            | 1-2 |
| 13 ago. | Getafe-Barcellona           | 0-0 |
| 14 ago. | Cadice-Alaves               | 1-0 |
| 14 ago. | Atletico Madrid-Granada     | 3-1 |

|         | 2ª giornata              |     |
|         |                          |     |
| 18 ago. | Maiorca-Villarreal       | 0-1 |
| 18 ago. | Valencia-Las Palmas      | 1-0 |
| 19 ago. | Real Sociedad-Celta Vigo | 1-1 |
| 19 ago. | Almeria-Real Madrid      | 1-3 |
| 19 ago. | Osasuna-Athletic Bilbao  | 0-2 |
| 20 ago. | Girona-Getafe            | 3-0 |
| 20 ago. | Barcellona-Cadice        | 2-0 |
| 20 ago. | Betis-Atletico Madrid    | 0-0 |
| 21 ago. | Alaves-Siviglia          | 4-3 |
| 21 ago. | Granada-Rayo Vallecano   | 0-2 |

|         | 1ª giornata                 |     |
|         |                             |     |
| 11 ago. | Almeria-Rayo Vallecano      | 0-2 |
| 11 ago. | Siviglia-Valencia           | 1-2 |
| 12 ago. | Real Sociedad-Girona        | 1-1 |
| 12 ago. | Las Palmas-Maiorca          | 1-1 |
| 12 ago. | Athletic Bilbao-Real Madrid | 0-2 |
| 13 ago. | Celta Vigo-Osasuna          | 0-2 |
| 13 ago. | Villarreal-Betis            | 1-2 |
| 13 ago. | Getafe-Barcellona           | 0-0 |
| 14 ago. | Cadice-Alaves               | 1-0 |
| 14 ago. | Atletico Madrid-Granada     | 3-1 |

|         | 2ª giornata              |     |
|         |                          |     |
| 18 ago. | Maiorca-Villarreal       | 0-1 |
| 18 ago. | Valencia-Las Palmas      | 1-0 |
| 19 ago. | Real Sociedad-Celta Vigo | 1-1 |
| 19 ago. | Almeria-Real Madrid      | 1-3 |
| 19 ago. | Osasuna-Athletic Bilbao  | 0-2 |
| 20 ago. | Girona-Getafe            | 3-0 |
| 20 ago. | Barcellona-Cadice        | 2-0 |
| 20 ago. | Betis-Atletico Madrid    | 0-0 |
| 21 ago. | Alaves-Siviglia          | 4-3 |
| 21 ago. | Granada-Rayo Vallecano   | 0-2 |

|         | 3ª giornata                    |     |
|         |                                |     |
| 25 ago. | Las Palmas-Real Sociedad       | 0-0 |
| 25 ago. | Celta Vigo-Real Madrid         | 0-1 |
| 26 ago. | Cadice-Almeria                 | 1-1 |
| 26 ago. | Granada-Maiorca                | 3-2 |
| 26 ago. | Siviglia-Girona                | 1-2 |
| 27 ago. | Villarreal-Barcellona          | 3-4 |
| 27 ago. | Valencia-Osasuna               | 1-2 |
| 27 ago. | Athletic Bilbao-Betis          | 4-2 |
| 28 ago. | Getafe-Alaves                  | 1-0 |
| 28 ago. | Rayo Vallecano-Atletico Madrid | 0-7 |

|         | 4ª giornata              |     |
|         |                          |     |
| 1º set. | Cadice-Villarreal        | 3-1 |
| 1º set. | Almeria-Celta Vigo       | 2-3 |
| 2 set.  | Real Sociedad-Granada    | 5-3 |
| 2 set.  | Real Madrid-Getafe       | 2-1 |
| 2 set.  | Alaves-Valencia          | 1-0 |
| 2 set.  | Betis-Rayo Vallecano     | 1-0 |
| 3 set.  | Girona-Las Palmas        | 1-0 |
| 3 set.  | Maiorca-Athletic Bilbao  | 0-0 |
| 3 set.  | Osasuna-Barcellona       | 1-2 |
| 23 dic. | Atletico Madrid-Siviglia | 1-0 |

|         | 3ª giornata                    |     |
|         |                                |     |
| 25 ago. | Las Palmas-Real Sociedad       | 0-0 |
| 25 ago. | Celta Vigo-Real Madrid         | 0-1 |
| 26 ago. | Cadice-Almeria                 | 1-1 |
| 26 ago. | Granada-Maiorca                | 3-2 |
| 26 ago. | Siviglia-Girona                | 1-2 |
| 27 ago. | Villarreal-Barcellona          | 3-4 |
| 27 ago. | Valencia-Osasuna               | 1-2 |
| 27 ago. | Athletic Bilbao-Betis          | 4-2 |
| 28 ago. | Getafe-Alaves                  | 1-0 |
| 28 ago. | Rayo Vallecano-Atletico Madrid | 0-7 |

|         | 4ª giornata              |     |
|         |                          |     |
| 1º set. | Cadice-Villarreal        | 3-1 |
| 1º set. | Almeria-Celta Vigo       | 2-3 |
| 2 set.  | Real Sociedad-Granada    | 5-3 |
| 2 set.  | Real Madrid-Getafe       | 2-1 |
| 2 set.  | Alaves-Valencia          | 1-0 |
| 2 set.  | Betis-Rayo Vallecano     | 1-0 |
| 3 set.  | Girona-Las Palmas        | 1-0 |
| 3 set.  | Maiorca-Athletic Bilbao  | 0-0 |
| 3 set.  | Osasuna-Barcellona       | 1-2 |
| 23 dic. | Atletico Madrid-Siviglia | 1-0 |

|         | 5ª giornata               |     |
|         |                           |     |
| 15 set. | Rayo Vallecano-Alaves     | 2-0 |
| 16 set. | Athletic Bilbao-Cadice    | 3-0 |
| 16 set. | Valencia-Atletico Madrid  | 3-0 |
| 16 set. | Celta Vigo-Maiorca        | 0-1 |
| 16 set. | Barcellona-Betis          | 5-0 |
| 17 set. | Getafe-Osasuna            | 3-2 |
| 17 set. | Villarreal-Almeria        | 2-1 |
| 17 set. | Siviglia-Las Palmas       | 1-0 |
| 17 set. | Real Madrid-Real Sociedad | 2-1 |
| 18 set. | Granada-Girona            | 2-4 |

|         | 6ª giornata                 |     |
|         |                             |     |
| 22 set. | Alaves-Athletic Bilbao      | 0-2 |
| 23 set. | Girona-Maiorca              | 5-3 |
| 23 set. | Osasuna-Siviglia            | 0-0 |
| 23 set. | Barcellona-Celta Vigo       | 3-2 |
| 23 set. | Almeria-Valencia            | 2-2 |
| 24 set. | Real Sociedad-Getafe        | 4-3 |
| 24 set. | Rayo Vallecano-Villarreal   | 1-1 |
| 24 set. | Betis-Cadice                | 1-1 |
| 24 set. | Las Palmas-Granada          | 1-0 |
| 24 set. | Atletico Madrid-Real Madrid | 3-1 |

|         | 5ª giornata               |     |
|         |                           |     |
| 15 set. | Rayo Vallecano-Alaves     | 2-0 |
| 16 set. | Athletic Bilbao-Cadice    | 3-0 |
| 16 set. | Valencia-Atletico Madrid  | 3-0 |
| 16 set. | Celta Vigo-Maiorca        | 0-1 |
| 16 set. | Barcellona-Betis          | 5-0 |
| 17 set. | Getafe-Osasuna            | 3-2 |
| 17 set. | Villarreal-Almeria        | 2-1 |
| 17 set. | Siviglia-Las Palmas       | 1-0 |
| 17 set. | Real Madrid-Real Sociedad | 2-1 |
| 18 set. | Granada-Girona            | 2-4 |

|         | 6ª giornata                 |     |
|         |                             |     |
| 22 set. | Alaves-Athletic Bilbao      | 0-2 |
| 23 set. | Girona-Maiorca              | 5-3 |
| 23 set. | Osasuna-Siviglia            | 0-0 |
| 23 set. | Barcellona-Celta Vigo       | 3-2 |
| 23 set. | Almeria-Valencia            | 2-2 |
| 24 set. | Real Sociedad-Getafe        | 4-3 |
| 24 set. | Rayo Vallecano-Villarreal   | 1-1 |
| 24 set. | Betis-Cadice                | 1-1 |
| 24 set. | Las Palmas-Granada          | 1-0 |
| 24 set. | Atletico Madrid-Real Madrid | 3-1 |

|         | 7ª giornata             |     |
|         |                         |     |
| 26 set. | Siviglia-Almeria        | 5-1 |
| 26 set. | Maiorca-Barcellona      | 2-2 |
| 27 set. | Athletic Bilbao-Getafe  | 2-2 |
| 27 set. | Villarreal-Girona       | 1-2 |
| 27 set. | Real Madrid-Las Palmas  | 2-0 |
| 27 set. | Cadice-Rayo Vallecano   | 0-0 |
| 27 set. | Valencia-Real Sociedad  | 0-1 |
| 28 set. | Granada-Betis           | 1-1 |
| 28 set. | Celta Vigo-Alaves       | 1-1 |
| 28 set. | Osasuna-Atletico Madrid | 0-2 |

|         | 8ª giornata                   |     |
|         |                               |     |
| 29 set. | Barcellona-Siviglia           | 1-0 |
| 30 set. | Getafe-Villarreal             | 0-0 |
| 30 set. | Rayo Vallecano-Maiorca        | 2-2 |
| 30 set. | Girona-Real Madrid            | 0-3 |
| 30 set. | Real Sociedad-Athletic Bilbao | 3-0 |
| 1° ott. | Almeria-Granada               | 3-3 |
| 1° ott. | Alaves-Osasuna                | 0-2 |
| 1° ott. | Atletico Madrid-Cadice        | 3-2 |
| 1° ott. | Betis-Valencia                | 3-0 |
| 2 ott.  | Las Palmas-Celta Vigo         | 2-1 |

|         | 7ª giornata             |     |
|         |                         |     |
| 26 set. | Siviglia-Almeria        | 5-1 |
| 26 set. | Maiorca-Barcellona      | 2-2 |
| 27 set. | Athletic Bilbao-Getafe  | 2-2 |
| 27 set. | Villarreal-Girona       | 1-2 |
| 27 set. | Real Madrid-Las Palmas  | 2-0 |
| 27 set. | Cadice-Rayo Vallecano   | 0-0 |
| 27 set. | Valencia-Real Sociedad  | 0-1 |
| 28 set. | Granada-Betis           | 1-1 |
| 28 set. | Celta Vigo-Alaves       | 1-1 |
| 28 set. | Osasuna-Atletico Madrid | 0-2 |

|         | 8ª giornata                   |     |
|         |                               |     |
| 29 set. | Barcellona-Siviglia           | 1-0 |
| 30 set. | Getafe-Villarreal             | 0-0 |
| 30 set. | Rayo Vallecano-Maiorca        | 2-2 |
| 30 set. | Girona-Real Madrid            | 0-3 |
| 30 set. | Real Sociedad-Athletic Bilbao | 3-0 |
| 1° ott. | Almeria-Granada               | 3-3 |
| 1° ott. | Alaves-Osasuna                | 0-2 |
| 1° ott. | Atletico Madrid-Cadice        | 3-2 |
| 1° ott. | Betis-Valencia                | 3-0 |
| 2 ott.  | Las Palmas-Celta Vigo         | 2-1 |

|        | 9ª giornata                   |     |
|        |                               |     |
| 6 ott. | Athletic Bilbao-Almeria       | 3-0 |
| 7 ott. | Cadice-Girona                 | 0-1 |
| 7 ott. | Real Madrid-Osasuna           | 4-0 |
| 7 ott. | Maiorca-Valencia              | 1-1 |
| 7 ott. | Siviglia-Rayo Vallecano       | 2-2 |
| 8 ott. | Villarreal-Las Palmas         | 1-2 |
| 8 ott. | Atletico Madrid-Real Sociedad | 2-1 |
| 8 ott. | Alaves-Betis                  | 1-1 |
| 8 ott. | Celta Vigo-Getafe             | 2-2 |
| 8 ott. | Granada-Barcellona            | 2-2 |

|         | 10ª giornata               |     |
|         |                            |     |
| 20 ott. | Osasuna-Granada            | 2-0 |
| 21 ott. | Real Sociedad-Maiorca      | 1-0 |
| 21 ott. | Getafe-Betis               | 1-1 |
| 21 ott. | Siviglia-Real Madrid       | 1-1 |
| 21 ott. | Celta Vigo-Atletico Madrid | 0-3 |
| 22 ott. | Las Palmas-Rayo Vallecano  | 0-1 |
| 22 ott. | Girona-Almeria             | 5-2 |
| 22 ott. | Villarreal-Alaves          | 1-1 |
| 22 ott. | Barcellona-Athletic Bilbao | 1-0 |
| 23 ott. | Valencia-Cadice            | 2-0 |

|        | 9ª giornata                   |     |
|        |                               |     |
| 6 ott. | Athletic Bilbao-Almeria       | 3-0 |
| 7 ott. | Cadice-Girona                 | 0-1 |
| 7 ott. | Real Madrid-Osasuna           | 4-0 |
| 7 ott. | Maiorca-Valencia              | 1-1 |
| 7 ott. | Siviglia-Rayo Vallecano       | 2-2 |
| 8 ott. | Villarreal-Las Palmas         | 1-2 |
| 8 ott. | Atletico Madrid-Real Sociedad | 2-1 |
| 8 ott. | Alaves-Betis                  | 1-1 |
| 8 ott. | Celta Vigo-Getafe             | 2-2 |
| 8 ott. | Granada-Barcellona            | 2-2 |

|         | 10ª giornata               |     |
|         |                            |     |
| 20 ott. | Osasuna-Granada            | 2-0 |
| 21 ott. | Real Sociedad-Maiorca      | 1-0 |
| 21 ott. | Getafe-Betis               | 1-1 |
| 21 ott. | Siviglia-Real Madrid       | 1-1 |
| 21 ott. | Celta Vigo-Atletico Madrid | 0-3 |
| 22 ott. | Las Palmas-Rayo Vallecano  | 0-1 |
| 22 ott. | Girona-Almeria             | 5-2 |
| 22 ott. | Villarreal-Alaves          | 1-1 |
| 22 ott. | Barcellona-Athletic Bilbao | 1-0 |
| 23 ott. | Valencia-Cadice            | 2-0 |

|         | 11ª giornata                 |     |
|         |                              |     |
| 27 ott. | Girona-Celta Vigo            | 1-0 |
| 28 ott. | Almeria-Las Palmas           | 1-2 |
| 28 ott. | Barcellona-Real Madrid       | 1-2 |
| 28 ott. | Maiorca-Getafe               | 0-0 |
| 28 ott. | Cadice-Siviglia              | 2-2 |
| 29 ott. | Betis-Osasuna                | 2-1 |
| 29 ott. | Rayo Vallecano-Real Sociedad | 2-2 |
| 29 ott. | Athletic Bilbao-Valencia     | 2-2 |
| 29 ott. | Atletico Madrid-Alaves       | 2-1 |
| 30 ott. | Granada-Villarreal           | 2-3 |

|        | 12ª giornata               |     |
|        |                            |     |
| 3 nov. | Las Palmas-Atletico Madrid | 2-1 |
| 4 nov. | Osasuna-Girona             | 2-4 |
| 4 nov. | Betis-Maiorca              | 2-0 |
| 4 nov. | Celta Vigo-Siviglia        | 1-1 |
| 4 nov. | Real Sociedad-Barcellona   | 0-1 |
| 5 nov. | Alaves-Almeria             | 1-0 |
| 5 nov. | Valencia-Granada           | 1-0 |
| 5 nov. | Villarreal-Athletic Bilbao | 2-3 |
| 5 nov. | Real Madrid-Rayo Vallecano | 0-0 |
| 6 nov. | Getafe-Cadice              | 1-0 |

|         | 11ª giornata                 |     |
|         |                              |     |
| 27 ott. | Girona-Celta Vigo            | 1-0 |
| 28 ott. | Almeria-Las Palmas           | 1-2 |
| 28 ott. | Barcellona-Real Madrid       | 1-2 |
| 28 ott. | Maiorca-Getafe               | 0-0 |
| 28 ott. | Cadice-Siviglia              | 2-2 |
| 29 ott. | Betis-Osasuna                | 2-1 |
| 29 ott. | Rayo Vallecano-Real Sociedad | 2-2 |
| 29 ott. | Athletic Bilbao-Valencia     | 2-2 |
| 29 ott. | Atletico Madrid-Alaves       | 2-1 |
| 30 ott. | Granada-Villarreal           | 2-3 |

|        | 12ª giornata               |     |
|        |                            |     |
| 3 nov. | Las Palmas-Atletico Madrid | 2-1 |
| 4 nov. | Osasuna-Girona             | 2-4 |
| 4 nov. | Betis-Maiorca              | 2-0 |
| 4 nov. | Celta Vigo-Siviglia        | 1-1 |
| 4 nov. | Real Sociedad-Barcellona   | 0-1 |
| 5 nov. | Alaves-Almeria             | 1-0 |
| 5 nov. | Valencia-Granada           | 1-0 |
| 5 nov. | Villarreal-Athletic Bilbao | 2-3 |
| 5 nov. | Real Madrid-Rayo Vallecano | 0-0 |
| 6 nov. | Getafe-Cadice              | 1-0 |

|         | 13ª giornata               |     |
|         |                            |     |
| 10 nov. | Athletic Bilbao-Celta Vigo | 4-3 |
| 11 nov. | Rayo Vallecano-Girona      | 1-2 |
| 11 nov. | Almeria-Real Sociedad      | 1-3 |
| 11 nov. | Granada-Getafe             | 1-1 |
| 11 nov. | Osasuna-Las Palmas         | 1-1 |
| 11 nov. | Real Madrid-Valencia       | 5-1 |
| 12 nov. | Barcellona-Alaves          | 2-1 |
| 12 nov. | Siviglia-Betis             | 1-1 |
| 12 nov. | Atletico Madrid-Villarreal | 3-1 |
| 29 nov. | Maiorca-Cadice             | 1-1 |

|         | 14ª giornata              |     |
|         |                           |     |
| 24 nov. | Alaves-Granada            | 3-1 |
| 25 nov. | Rayo Vallecano-Barcellona | 1-1 |
| 25 nov. | Valencia-Celta Vigo       | 0-0 |
| 25 nov. | Getafe-Almeria            | 2-1 |
| 25 nov. | Atletico Madrid-Maiorca   | 1-0 |
| 26 nov. | Villarreal-Osasuna        | 3-1 |
| 26 nov. | Real Sociedad-Siviglia    | 2-1 |
| 26 nov. | Cadice-Real Madrid        | 0-3 |
| 26 nov. | Betis-Las Palmas          | 1-0 |
| 27 nov. | Girona-Athletic Bilbao    | 1-1 |

|         | 13ª giornata               |     |
|         |                            |     |
| 10 nov. | Athletic Bilbao-Celta Vigo | 4-3 |
| 11 nov. | Rayo Vallecano-Girona      | 1-2 |
| 11 nov. | Almeria-Real Sociedad      | 1-3 |
| 11 nov. | Granada-Getafe             | 1-1 |
| 11 nov. | Osasuna-Las Palmas         | 1-1 |
| 11 nov. | Real Madrid-Valencia       | 5-1 |
| 12 nov. | Barcellona-Alaves          | 2-1 |
| 12 nov. | Siviglia-Betis             | 1-1 |
| 12 nov. | Atletico Madrid-Villarreal | 3-1 |
| 29 nov. | Maiorca-Cadice             | 1-1 |

|         | 14ª giornata              |     |
|         |                           |     |
| 24 nov. | Alaves-Granada            | 3-1 |
| 25 nov. | Rayo Vallecano-Barcellona | 1-1 |
| 25 nov. | Valencia-Celta Vigo       | 0-0 |
| 25 nov. | Getafe-Almeria            | 2-1 |
| 25 nov. | Atletico Madrid-Maiorca   | 1-0 |
| 26 nov. | Villarreal-Osasuna        | 3-1 |
| 26 nov. | Real Sociedad-Siviglia    | 2-1 |
| 26 nov. | Cadice-Real Madrid        | 0-3 |
| 26 nov. | Betis-Las Palmas          | 1-0 |
| 27 nov. | Girona-Athletic Bilbao    | 1-1 |

|         | 15ª giornata                   |     |
|         |                                |     |
| 1° dic. | Las Palmas-Getafe              | 2-0 |
| 2 dic.  | Girona-Valencia                | 2-1 |
| 2 dic.  | Athletic Bilbao-Rayo Vallecano | 4-0 |
| 2 dic.  | Real Madrid-Granada            | 2-0 |
| 2 dic.  | Osasuna-Real Sociedad          | 1-1 |
| 3 dic.  | Maiorca-Alaves                 | 0-0 |
| 3 dic.  | Almeria-Betis                  | 0-0 |
| 3 dic.  | Siviglia-Villarreal            | 1-1 |
| 3 dic.  | Barcellona-Atletico Madrid     | 1-0 |
| 4 dic.  | Celta Vigo-Cadice              | 1-1 |

|         | 16ª giornata              |     |
|         |                           |     |
| 8 dic.  | Getafe-Valencia           | 1-0 |
| 9 dic.  | Alaves-Las Palmas         | 0-1 |
| 9 dic.  | Betis-Real Madrid         | 1-1 |
| 9 dic.  | Villarreal-Real Sociedad  | 0-3 |
| 9 dic.  | Maiorca-Siviglia          | 1-0 |
| 10 dic. | Atletico Madrid-Almeria   | 2-1 |
| 10 dic. | Granada-Athletic Bilbao   | 1-1 |
| 10 dic. | Cadice-Osasuna            | 1-1 |
| 10 dic. | Barcellona-Girona         | 2-4 |
| 11 dic. | Rayo Vallecano-Celta Vigo | 0-0 |

|         | 15ª giornata                   |     |
|         |                                |     |
| 1° dic. | Las Palmas-Getafe              | 2-0 |
| 2 dic.  | Girona-Valencia                | 2-1 |
| 2 dic.  | Athletic Bilbao-Rayo Vallecano | 4-0 |
| 2 dic.  | Real Madrid-Granada            | 2-0 |
| 2 dic.  | Osasuna-Real Sociedad          | 1-1 |
| 3 dic.  | Maiorca-Alaves                 | 0-0 |
| 3 dic.  | Almeria-Betis                  | 0-0 |
| 3 dic.  | Siviglia-Villarreal            | 1-1 |
| 3 dic.  | Barcellona-Atletico Madrid     | 1-0 |
| 4 dic.  | Celta Vigo-Cadice              | 1-1 |

|         | 16ª giornata              |     |
|         |                           |     |
| 8 dic.  | Getafe-Valencia           | 1-0 |
| 9 dic.  | Alaves-Las Palmas         | 0-1 |
| 9 dic.  | Betis-Real Madrid         | 1-1 |
| 9 dic.  | Villarreal-Real Sociedad  | 0-3 |
| 9 dic.  | Maiorca-Siviglia          | 1-0 |
| 10 dic. | Atletico Madrid-Almeria   | 2-1 |
| 10 dic. | Granada-Athletic Bilbao   | 1-1 |
| 10 dic. | Cadice-Osasuna            | 1-1 |
| 10 dic. | Barcellona-Girona         | 2-4 |
| 11 dic. | Rayo Vallecano-Celta Vigo | 0-0 |

|         | 17ª giornata                    |     |
|         |                                 |     |
| 15 dic. | Osasuna-Rayo Vallecano          | 1-0 |
| 16 dic. | Celta Vigo-Granada              | 1-0 |
| 16 dic. | Athletic Bilbao-Atletico Madrid | 2-0 |
| 16 dic. | Siviglia-Getafe                 | 0-3 |
| 16 dic. | Valencia-Barcellona             | 1-1 |
| 17 dic. | Almeria-Maiorca                 | 0-0 |
| 17 dic. | Real Sociedad-Betis             | 0-0 |
| 17 dic. | Las Palmas-Cadice               | 1-1 |
| 17 dic. | Real Madrid-Villarreal          | 4-1 |
| 18 dic. | Girona-Alaves                   | 3-0 |

|         | 18ª giornata               |     |
|         |                            |     |
| 19 dic. | Rayo Vallecano-Valencia    | 0-1 |
| 19 dic. | Atletico Madrid-Getafe     | 3-3 |
| 19 dic. | Granada-Siviglia           | 0-3 |
| 20 dic. | Barcellona-Almeria         | 3-2 |
| 20 dic. | Athletic Bilbao-Las Palmas | 1-0 |
| 20 dic. | Villarreal-Celta Vigo      | 3-2 |
| 21 dic. | Betis-Girona               | 1-1 |
| 21 dic. | Cadice-Real Sociedad       | 0-0 |
| 21 dic. | Alaves-Real Madrid         | 0-1 |
| 21 dic. | Maiorca-Osasuna            | 3-2 |

|         | 17ª giornata                    |     |
|         |                                 |     |
| 15 dic. | Osasuna-Rayo Vallecano          | 1-0 |
| 16 dic. | Celta Vigo-Granada              | 1-0 |
| 16 dic. | Athletic Bilbao-Atletico Madrid | 2-0 |
| 16 dic. | Siviglia-Getafe                 | 0-3 |
| 16 dic. | Valencia-Barcellona             | 1-1 |
| 17 dic. | Almeria-Maiorca                 | 0-0 |
| 17 dic. | Real Sociedad-Betis             | 0-0 |
| 17 dic. | Las Palmas-Cadice               | 1-1 |
| 17 dic. | Real Madrid-Villarreal          | 4-1 |
| 18 dic. | Girona-Alaves                   | 3-0 |

|         | 18ª giornata               |     |
|         |                            |     |
| 19 dic. | Rayo Vallecano-Valencia    | 0-1 |
| 19 dic. | Atletico Madrid-Getafe     | 3-3 |
| 19 dic. | Granada-Siviglia           | 0-3 |
| 20 dic. | Barcellona-Almeria         | 3-2 |
| 20 dic. | Athletic Bilbao-Las Palmas | 1-0 |
| 20 dic. | Villarreal-Celta Vigo      | 3-2 |
| 21 dic. | Betis-Girona               | 1-1 |
| 21 dic. | Cadice-Real Sociedad       | 0-0 |
| 21 dic. | Alaves-Real Madrid         | 0-1 |
| 21 dic. | Maiorca-Osasuna            | 3-2 |

| \| \| 19ª giornata \| \| \| \| \| \| \| 2 gen. \| Getafe-Rayo Vallecano \| 0-2 \| \| 2 gen. \| Real Sociedad-Alaves \| 1-1 \| \| 2 gen. \| Valencia-Villarreal \| 3-1 \| \| 3 gen. \| Granada-Cadice \| 2-0 \| \| 3 gen. \| Celta Vigo-Betis \| 2-1 \| \| 3 gen. \| Real Madrid-Maiorca \| 1-0 \| \| 3 gen. \| Girona-Atletico Madrid \| 4-3 \| \| 4 gen. \| Osasuna-Almeria \| 1-0 \| \| 4 gen. \| Siviglia-Athletic Bilbao \| 0-2 \| \| 4 gen. \| Las Palmas-Barcellona \| 1-2 \| |                          |     |
| | 19ª giornata             |     |
| |                          |     |
| 2 gen. | Getafe-Rayo Vallecano    | 0-2 |
| 2 gen. | Real Sociedad-Alaves     | 1-1 |
| 2 gen. | Valencia-Villarreal      | 3-1 |
| 3 gen. | Granada-Cadice           | 2-0 |
| 3 gen. | Celta Vigo-Betis         | 2-1 |
| 3 gen. | Real Madrid-Maiorca      | 1-0 |
| 3 gen. | Girona-Atletico Madrid   | 4-3 |
| 4 gen. | Osasuna-Almeria          | 1-0 |
| 4 gen. | Siviglia-Athletic Bilbao | 0-2 |
| 4 gen. | Las Palmas-Barcellona    | 1-2 |

|        | 19ª giornata             |     |
|        |                          |     |
| 2 gen. | Getafe-Rayo Vallecano    | 0-2 |
| 2 gen. | Real Sociedad-Alaves     | 1-1 |
| 2 gen. | Valencia-Villarreal      | 3-1 |
| 3 gen. | Granada-Cadice           | 2-0 |
| 3 gen. | Celta Vigo-Betis         | 2-1 |
| 3 gen. | Real Madrid-Maiorca      | 1-0 |
| 3 gen. | Girona-Atletico Madrid   | 4-3 |
| 4 gen. | Osasuna-Almeria          | 1-0 |
| 4 gen. | Siviglia-Athletic Bilbao | 0-2 |
| 4 gen. | Las Palmas-Barcellona    | 1-2 |

#### Girone di ritorno
|         | 20ª giornata                   |     |
|         |                                |     |
| 12 gen. | Siviglia-Alaves                | 2-3 |
| 13 gen. | Las Palmas-Villarreal          | 3-0 |
| 13 gen. | Maiorca-Celta Vigo             | 1-1 |
| 13 gen. | Athletic Bilbao-Real Sociedad  | 2-1 |
| 13 gen. | Betis-Granada                  | 1-0 |
| 14 gen. | Almeria-Girona                 | 0-0 |
| 14 gen. | Cadice-Valencia                | 1-4 |
| 31 gen. | Barcellona-Osasuna             | 1-0 |
| 31 gen. | Atletico Madrid-Rayo Vallecano | 2-1 |
| 1° feb. | Getafe-Real Madrid             | 0-2 |

|         | 21ª giornata              |     |
|         |                           |     |
| 19 gen. | Alaves-Cadice             | 1-0 |
| 20 gen. | Rayo Vallecano-Las Palmas | 0-2 |
| 20 gen. | Villarreal-Maiorca        | 1-1 |
| 20 gen. | Valencia-Athletic Bilbao  | 1-0 |
| 20 gen. | Celta Vigo-Real Sociedad  | 0-1 |
| 21 gen. | Osasuna-Getafe            | 3-2 |
| 21 gen. | Real Madrid-Almeria       | 3-2 |
| 21 gen. | Betis-Barcellona          | 2-4 |
| 21 gen. | Girona-Siviglia           | 5-1 |
| 22 gen. | Granada-Atletico Madrid   | 0-1 |

|         | 20ª giornata                   |     |
|         |                                |     |
| 12 gen. | Siviglia-Alaves                | 2-3 |
| 13 gen. | Las Palmas-Villarreal          | 3-0 |
| 13 gen. | Maiorca-Celta Vigo             | 1-1 |
| 13 gen. | Athletic Bilbao-Real Sociedad  | 2-1 |
| 13 gen. | Betis-Granada                  | 1-0 |
| 14 gen. | Almeria-Girona                 | 0-0 |
| 14 gen. | Cadice-Valencia                | 1-4 |
| 31 gen. | Barcellona-Osasuna             | 1-0 |
| 31 gen. | Atletico Madrid-Rayo Vallecano | 2-1 |
| 1° feb. | Getafe-Real Madrid             | 0-2 |

|         | 21ª giornata              |     |
|         |                           |     |
| 19 gen. | Alaves-Cadice             | 1-0 |
| 20 gen. | Rayo Vallecano-Las Palmas | 0-2 |
| 20 gen. | Villarreal-Maiorca        | 1-1 |
| 20 gen. | Valencia-Athletic Bilbao  | 1-0 |
| 20 gen. | Celta Vigo-Real Sociedad  | 0-1 |
| 21 gen. | Osasuna-Getafe            | 3-2 |
| 21 gen. | Real Madrid-Almeria       | 3-2 |
| 21 gen. | Betis-Barcellona          | 2-4 |
| 21 gen. | Girona-Siviglia           | 5-1 |
| 22 gen. | Granada-Atletico Madrid   | 0-1 |

|         | 22ª giornata                 |     |
|         |                              |     |
| 26 gen. | Almeria-Alaves               | 0-3 |
| 27 gen. | Real Sociedad-Rayo Vallecano | 0-0 |
| 27 gen. | Las Palmas-Real Madrid       | 1-2 |
| 27 gen. | Barcellona-Villarreal        | 3-5 |
| 27 gen. | Maiorca-Betis                | 0-1 |
| 28 gen. | Celta Vigo-Girona            | 0-1 |
| 28 gen. | Cadice-Athletic Bilbao       | 0-0 |
| 28 gen. | Siviglia-Osasuna             | 1-1 |
| 28 gen. | Atletico Madrid-Valencia     | 2-0 |
| 29 gen. | Getafe-Granada               | 2-0 |

|        | 23ª giornata                |     |
|        |                             |     |
| 2 feb. | Athletic Bilbao-Maiorca     | 4-0 |
| 3 feb. | Valencia-Almeria            | 2-1 |
| 3 feb. | Granada-Las Palmas          | 1-1 |
| 3 feb. | Alaves-Barcellona           | 1-3 |
| 3 feb. | Girona-Real Sociedad        | 0-0 |
| 4 feb. | Villarreal-Cadice           | 0-0 |
| 4 feb. | Osasuna-Celta Vigo          | 0-3 |
| 4 feb. | Betis-Getafe                | 1-1 |
| 4 feb. | Real Madrid-Atletico Madrid | 1-1 |
| 5 feb. | Rayo Vallecano-Siviglia     | 1-2 |

|         | 22ª giornata                 |     |
|         |                              |     |
| 26 gen. | Almeria-Alaves               | 0-3 |
| 27 gen. | Real Sociedad-Rayo Vallecano | 0-0 |
| 27 gen. | Las Palmas-Real Madrid       | 1-2 |
| 27 gen. | Barcellona-Villarreal        | 3-5 |
| 27 gen. | Maiorca-Betis                | 0-1 |
| 28 gen. | Celta Vigo-Girona            | 0-1 |
| 28 gen. | Cadice-Athletic Bilbao       | 0-0 |
| 28 gen. | Siviglia-Osasuna             | 1-1 |
| 28 gen. | Atletico Madrid-Valencia     | 2-0 |
| 29 gen. | Getafe-Granada               | 2-0 |

|        | 23ª giornata                |     |
|        |                             |     |
| 2 feb. | Athletic Bilbao-Maiorca     | 4-0 |
| 3 feb. | Valencia-Almeria            | 2-1 |
| 3 feb. | Granada-Las Palmas          | 1-1 |
| 3 feb. | Alaves-Barcellona           | 1-3 |
| 3 feb. | Girona-Real Sociedad        | 0-0 |
| 4 feb. | Villarreal-Cadice           | 0-0 |
| 4 feb. | Osasuna-Celta Vigo          | 0-3 |
| 4 feb. | Betis-Getafe                | 1-1 |
| 4 feb. | Real Madrid-Atletico Madrid | 1-1 |
| 5 feb. | Rayo Vallecano-Siviglia     | 1-2 |

|         | 24ª giornata             |     |
|         |                          |     |
| 9 feb.  | Cadice-Betis             | 0-2 |
| 10 feb. | Alaves-Villarreal        | 1-1 |
| 10 feb. | Real Sociedad-Osasuna    | 0-1 |
| 10 feb. | Real Madrid-Girona       | 4-0 |
| 10 feb. | Las Palmas-Valencia      | 2-0 |
| 11 feb. | Getafe-Celta Vigo        | 3-2 |
| 11 feb. | Maiorca-Rayo Vallecano   | 2-1 |
| 11 feb. | Siviglia-Atletico Madrid | 1-0 |
| 11 feb. | Barcellona-Granada       | 3-3 |
| 12 feb. | Almeria-Athletic Bilbao  | 0-0 |

|         | 25ª giornata               |     |
|         |                            |     |
| 16 feb. | Villarreal-Getafe          | 1-1 |
| 17 feb. | Atletico Madrid-Las Palmas | 5-0 |
| 17 feb. | Osasuna-Cadice             | 2-0 |
| 17 feb. | Celta Vigo-Barcellona      | 1-2 |
| 17 feb. | Valencia-Siviglia          | 0-0 |
| 18 feb. | Rayo Vallecano-Real Madrid | 1-1 |
| 18 feb. | Granada-Almeria            | 1-1 |
| 18 feb. | Maiorca-Real Sociedad      | 1-2 |
| 18 feb. | Betis-Alaves               | 0-0 |
| 19 feb. | Athletic Bilbao-Girona     | 3-2 |

|         | 24ª giornata             |     |
|         |                          |     |
| 9 feb.  | Cadice-Betis             | 0-2 |
| 10 feb. | Alaves-Villarreal        | 1-1 |
| 10 feb. | Real Sociedad-Osasuna    | 0-1 |
| 10 feb. | Real Madrid-Girona       | 4-0 |
| 10 feb. | Las Palmas-Valencia      | 2-0 |
| 11 feb. | Getafe-Celta Vigo        | 3-2 |
| 11 feb. | Maiorca-Rayo Vallecano   | 2-1 |
| 11 feb. | Siviglia-Atletico Madrid | 1-0 |
| 11 feb. | Barcellona-Granada       | 3-3 |
| 12 feb. | Almeria-Athletic Bilbao  | 0-0 |

|         | 25ª giornata               |     |
|         |                            |     |
| 16 feb. | Villarreal-Getafe          | 1-1 |
| 17 feb. | Atletico Madrid-Las Palmas | 5-0 |
| 17 feb. | Osasuna-Cadice             | 2-0 |
| 17 feb. | Celta Vigo-Barcellona      | 1-2 |
| 17 feb. | Valencia-Siviglia          | 0-0 |
| 18 feb. | Rayo Vallecano-Real Madrid | 1-1 |
| 18 feb. | Granada-Almeria            | 1-1 |
| 18 feb. | Maiorca-Real Sociedad      | 1-2 |
| 18 feb. | Betis-Alaves               | 0-0 |
| 19 feb. | Athletic Bilbao-Girona     | 3-2 |

|         | 26ª giornata             |     |
|         |                          |     |
| 23 feb. | Real Sociedad-Villarreal | 1-3 |
| 24 feb. | Barcellona-Getafe        | 4-0 |
| 24 feb. | Alaves-Maiorca           | 1-1 |
| 24 feb. | Almeria-Atletico Madrid  | 2-2 |
| 25 feb. | Cadice-Celta Vigo        | 2-2 |
| 25 feb. | Betis-Athletic Bilbao    | 3-1 |
| 25 feb. | Las Palmas-Osasuna       | 1-1 |
| 25 feb. | Real Madrid-Siviglia     | 1-0 |
| 26 feb. | Girona-Rayo Vallecano    | 3-0 |
| 4 apr.  | Granada-Valencia         | 0-1 |

|         | 27ª giornata               |     |
|         |                            |     |
| 1° mar. | Celta Vigo-Almeria         | 1-0 |
| 2 mar.  | Siviglia-Real Sociedad     | 3-2 |
| 2 mar.  | Rayo Vallecano-Cadice      | 1-1 |
| 2 mar.  | Getafe-Las Palmas          | 3-3 |
| 2 mar.  | Valencia-Real Madrid       | 2-2 |
| 3 mar.  | Villarreal-Granada         | 5-1 |
| 3 mar.  | Atletico Madrid-Betis      | 2-1 |
| 3 mar.  | Maiorca-Girona             | 1-0 |
| 3 mar.  | Athletic Bilbao-Barcellona | 0-0 |
| 4 mar.  | Osasuna-Alaves             | 1-0 |

|         | 26ª giornata             |     |
|         |                          |     |
| 23 feb. | Real Sociedad-Villarreal | 1-3 |
| 24 feb. | Barcellona-Getafe        | 4-0 |
| 24 feb. | Alaves-Maiorca           | 1-1 |
| 24 feb. | Almeria-Atletico Madrid  | 2-2 |
| 25 feb. | Cadice-Celta Vigo        | 2-2 |
| 25 feb. | Betis-Athletic Bilbao    | 3-1 |
| 25 feb. | Las Palmas-Osasuna       | 1-1 |
| 25 feb. | Real Madrid-Siviglia     | 1-0 |
| 26 feb. | Girona-Rayo Vallecano    | 3-0 |
| 4 apr.  | Granada-Valencia         | 0-1 |

|         | 27ª giornata               |     |
|         |                            |     |
| 1° mar. | Celta Vigo-Almeria         | 1-0 |
| 2 mar.  | Siviglia-Real Sociedad     | 3-2 |
| 2 mar.  | Rayo Vallecano-Cadice      | 1-1 |
| 2 mar.  | Getafe-Las Palmas          | 3-3 |
| 2 mar.  | Valencia-Real Madrid       | 2-2 |
| 3 mar.  | Villarreal-Granada         | 5-1 |
| 3 mar.  | Atletico Madrid-Betis      | 2-1 |
| 3 mar.  | Maiorca-Girona             | 1-0 |
| 3 mar.  | Athletic Bilbao-Barcellona | 0-0 |
| 4 mar.  | Osasuna-Alaves             | 1-0 |

|         | 28ª giornata               |     |
|         |                            |     |
| 8 mar.  | Barcellona-Maiorca         | 1-0 |
| 9 mar.  | Valencia-Getafe            | 1-0 |
| 9 mar.  | Cadice-Atletico Madrid     | 2-0 |
| 9 mar.  | Granada-Real Sociedad      | 2-3 |
| 9 mar.  | Girona-Osasuna             | 2-0 |
| 10 mar. | Alaves-Rayo Vallecano      | 1-0 |
| 10 mar. | Las Palmas-Athletic Bilbao | 0-2 |
| 10 mar. | Real Madrid-Celta Vigo     | 4-0 |
| 10 mar. | Betis-Villarreal           | 2-3 |
| 11 mar. | Almeria-Siviglia           | 2-2 |

|         | 29ª giornata               |     |
|         |                            |     |
| 15 mar. | Real Sociedad-Cadice       | 2-0 |
| 16 mar. | Maiorca-Granada            | 1-0 |
| 16 mar. | Osasuna-Real Madrid        | 2-4 |
| 16 mar. | Getafe-Girona              | 1-0 |
| 16 mar. | Athletic Bilbao-Alaves     | 2-0 |
| 17 mar. | Siviglia-Celta Vigo        | 1-2 |
| 17 mar. | Las Palmas-Almeria         | 0-1 |
| 17 mar. | Villarreal-Valencia        | 1-0 |
| 17 mar. | Rayo Vallecano-Betis       | 2-0 |
| 17 mar. | Atletico Madrid-Barcellona | 0-3 |

|         | 28ª giornata               |     |
|         |                            |     |
| 8 mar.  | Barcellona-Maiorca         | 1-0 |
| 9 mar.  | Valencia-Getafe            | 1-0 |
| 9 mar.  | Cadice-Atletico Madrid     | 2-0 |
| 9 mar.  | Granada-Real Sociedad      | 2-3 |
| 9 mar.  | Girona-Osasuna             | 2-0 |
| 10 mar. | Alaves-Rayo Vallecano      | 1-0 |
| 10 mar. | Las Palmas-Athletic Bilbao | 0-2 |
| 10 mar. | Real Madrid-Celta Vigo     | 4-0 |
| 10 mar. | Betis-Villarreal           | 2-3 |
| 11 mar. | Almeria-Siviglia           | 2-2 |

|         | 29ª giornata               |     |
|         |                            |     |
| 15 mar. | Real Sociedad-Cadice       | 2-0 |
| 16 mar. | Maiorca-Granada            | 1-0 |
| 16 mar. | Osasuna-Real Madrid        | 2-4 |
| 16 mar. | Getafe-Girona              | 1-0 |
| 16 mar. | Athletic Bilbao-Alaves     | 2-0 |
| 17 mar. | Siviglia-Celta Vigo        | 1-2 |
| 17 mar. | Las Palmas-Almeria         | 0-1 |
| 17 mar. | Villarreal-Valencia        | 1-0 |
| 17 mar. | Rayo Vallecano-Betis       | 2-0 |
| 17 mar. | Atletico Madrid-Barcellona | 0-3 |

|         | 30ª giornata                |     |
|         |                             |     |
| 29 mar. | Cadice-Granada              | 1-0 |
| 30 mar. | Getafe-Siviglia             | 0-1 |
| 30 mar. | Almeria-Osasuna             | 0-3 |
| 30 mar. | Valencia-Maiorca            | 0-0 |
| 30 mar. | Barcellona-Las Palmas       | 1-0 |
| 31 mar. | Celta Vigo-Rayo Vallecano   | 0-0 |
| 31 mar. | Girona-Betis                | 3-2 |
| 31 mar. | Alaves-Real Sociedad        | 0-1 |
| 31 mar. | Real Madrid-Athletic Bilbao | 2-0 |
| 1° apr. | Villarreal-Atletico Madrid  | 1-2 |

|         | 31ª giornata               |     |
|         |                            |     |
| 12 apr. | Betis-Celta Vigo           | 2-1 |
| 13 apr. | Atletico Madrid-Girona     | 3-1 |
| 13 apr. | Rayo Vallecano-Getafe      | 0-0 |
| 13 apr. | Maiorca-Real Madrid        | 0-1 |
| 13 apr. | Cadice-Barcellona          | 0-1 |
| 14 apr. | Las Palmas-Siviglia        | 0-2 |
| 14 apr. | Granada-Alaves             | 2-0 |
| 14 apr. | Athletic Bilbao-Villarreal | 1-1 |
| 14 apr. | Real Sociedad-Almeria      | 2-2 |
| 15 apr. | Osasuna-Valencia           | 0-1 |

|         | 30ª giornata                |     |
|         |                             |     |
| 29 mar. | Cadice-Granada              | 1-0 |
| 30 mar. | Getafe-Siviglia             | 0-1 |
| 30 mar. | Almeria-Osasuna             | 0-3 |
| 30 mar. | Valencia-Maiorca            | 0-0 |
| 30 mar. | Barcellona-Las Palmas       | 1-0 |
| 31 mar. | Celta Vigo-Rayo Vallecano   | 0-0 |
| 31 mar. | Girona-Betis                | 3-2 |
| 31 mar. | Alaves-Real Sociedad        | 0-1 |
| 31 mar. | Real Madrid-Athletic Bilbao | 2-0 |
| 1° apr. | Villarreal-Atletico Madrid  | 1-2 |

|         | 31ª giornata               |     |
|         |                            |     |
| 12 apr. | Betis-Celta Vigo           | 2-1 |
| 13 apr. | Atletico Madrid-Girona     | 3-1 |
| 13 apr. | Rayo Vallecano-Getafe      | 0-0 |
| 13 apr. | Maiorca-Real Madrid        | 0-1 |
| 13 apr. | Cadice-Barcellona          | 0-1 |
| 14 apr. | Las Palmas-Siviglia        | 0-2 |
| 14 apr. | Granada-Alaves             | 2-0 |
| 14 apr. | Athletic Bilbao-Villarreal | 1-1 |
| 14 apr. | Real Sociedad-Almeria      | 2-2 |
| 15 apr. | Osasuna-Valencia           | 0-1 |

|         | 32ª giornata            |     |
|         |                         |     |
| 19 apr. | Athletic Bilbao-Granada | 1-1 |
| 20 apr. | Celta Vigo-Las Palmas   | 4-1 |
| 20 apr. | Rayo Vallecano-Osasuna  | 2-1 |
| 20 apr. | Valencia-Betis          | 1-2 |
| 20 apr. | Girona-Cadice           | 4-1 |
| 21 apr. | Getafe-Real Sociedad    | 1-1 |
| 21 apr. | Almeria-Villarreal      | 1-2 |
| 21 apr. | Alaves-Atletico Madrid  | 2-0 |
| 21 apr. | Real Madrid-Barcellona  | 3-2 |
| 22 apr. | Siviglia-Maiorca        | 2-1 |

|         | 33ª giornata                    |     |
|         |                                 |     |
| 26 apr. | Real Sociedad-Real Madrid       | 0-1 |
| 27 apr. | Las Palmas-Girona               | 0-2 |
| 27 apr. | Almeria-Getafe                  | 1-3 |
| 27 apr. | Alaves-Celta Vigo               | 3-0 |
| 27 apr. | Atletico Madrid-Athletic Bilbao | 3-1 |
| 28 apr. | Cadice-Maiorca                  | 1-1 |
| 28 apr. | Granada-Osasuna                 | 3-0 |
| 28 apr. | Villarreal-Rayo Vallecano       | 3-0 |
| 28 apr. | Betis-Siviglia                  | 1-1 |
| 29 apr. | Barcellona-Valencia             | 4-2 |

|         | 32ª giornata            |     |
|         |                         |     |
| 19 apr. | Athletic Bilbao-Granada | 1-1 |
| 20 apr. | Celta Vigo-Las Palmas   | 4-1 |
| 20 apr. | Rayo Vallecano-Osasuna  | 2-1 |
| 20 apr. | Valencia-Betis          | 1-2 |
| 20 apr. | Girona-Cadice           | 4-1 |
| 21 apr. | Getafe-Real Sociedad    | 1-1 |
| 21 apr. | Almeria-Villarreal      | 1-2 |
| 21 apr. | Alaves-Atletico Madrid  | 2-0 |
| 21 apr. | Real Madrid-Barcellona  | 3-2 |
| 22 apr. | Siviglia-Maiorca        | 2-1 |

|         | 33ª giornata                    |     |
|         |                                 |     |
| 26 apr. | Real Sociedad-Real Madrid       | 0-1 |
| 27 apr. | Las Palmas-Girona               | 0-2 |
| 27 apr. | Almeria-Getafe                  | 1-3 |
| 27 apr. | Alaves-Celta Vigo               | 3-0 |
| 27 apr. | Atletico Madrid-Athletic Bilbao | 3-1 |
| 28 apr. | Cadice-Maiorca                  | 1-1 |
| 28 apr. | Granada-Osasuna                 | 3-0 |
| 28 apr. | Villarreal-Rayo Vallecano       | 3-0 |
| 28 apr. | Betis-Siviglia                  | 1-1 |
| 29 apr. | Barcellona-Valencia             | 4-2 |

|        | 34ª giornata             |     |
|        |                          |     |
| 3 mag. | Getafe-Athletic Bilbao   | 0-2 |
| 4 mag. | Real Sociedad-Las Palmas | 2-0 |
| 4 mag. | Real Madrid-Cadice       | 3-0 |
| 4 mag. | Girona-Barcellona        | 4-2 |
| 4 mag. | Maiorca-Atletico Madrid  | 0-1 |
| 5 mag. | Osasuna-Betis            | 0-2 |
| 5 mag. | Celta Vigo-Villarreal    | 3-2 |
| 5 mag. | Valencia-Alaves          | 0-1 |
| 5 mag. | Rayo Vallecano-Almeria   | 0-1 |
| 5 mag. | Siviglia-Granada         | 3-0 |

|         | 35ª giornata               |     |
|         |                            |     |
| 10 mag. | Alaves-Girona              | 2-2 |
| 11 mag. | Maiorca-Las Palmas         | 1-0 |
| 11 mag. | Villarreal-Siviglia        | 3-2 |
| 11 mag. | Granada-Real Madrid        | 0-4 |
| 11 mag. | Athletic Bilbao-Osasuna    | 2-2 |
| 12 mag. | Cadice-Getafe              | 1-0 |
| 12 mag. | Atletico Madrid-Celta Vigo | 1-0 |
| 12 mag. | Valencia-Rayo Vallecano    | 0-0 |
| 12 mag. | Betis-Almeria              | 3-2 |
| 13 mag. | Barcellona-Real Sociedad   | 2-0 |

|        | 34ª giornata             |     |
|        |                          |     |
| 3 mag. | Getafe-Athletic Bilbao   | 0-2 |
| 4 mag. | Real Sociedad-Las Palmas | 2-0 |
| 4 mag. | Real Madrid-Cadice       | 3-0 |
| 4 mag. | Girona-Barcellona        | 4-2 |
| 4 mag. | Maiorca-Atletico Madrid  | 0-1 |
| 5 mag. | Osasuna-Betis            | 0-2 |
| 5 mag. | Celta Vigo-Villarreal    | 3-2 |
| 5 mag. | Valencia-Alaves          | 0-1 |
| 5 mag. | Rayo Vallecano-Almeria   | 0-1 |
| 5 mag. | Siviglia-Granada         | 3-0 |

|         | 35ª giornata               |     |
|         |                            |     |
| 10 mag. | Alaves-Girona              | 2-2 |
| 11 mag. | Maiorca-Las Palmas         | 1-0 |
| 11 mag. | Villarreal-Siviglia        | 3-2 |
| 11 mag. | Granada-Real Madrid        | 0-4 |
| 11 mag. | Athletic Bilbao-Osasuna    | 2-2 |
| 12 mag. | Cadice-Getafe              | 1-0 |
| 12 mag. | Atletico Madrid-Celta Vigo | 1-0 |
| 12 mag. | Valencia-Rayo Vallecano    | 0-0 |
| 12 mag. | Betis-Almeria              | 3-2 |
| 13 mag. | Barcellona-Real Sociedad   | 2-0 |

|         | 36ª giornata               |     |
|         |                            |     |
| 14 mag. | Osasuna-Maiorca            | 1-1 |
| 14 mag. | Real Madrid-Alaves         | 5-0 |
| 14 mag. | Girona-Villarreal          | 0-1 |
| 15 mag. | Rayo Vallecano-Granada     | 2-1 |
| 15 mag. | Siviglia-Cadice            | 0-1 |
| 15 mag. | Celta Vigo-Athletic Bilbao | 2-1 |
| 15 mag. | Getafe-Atletico Madrid     | 0-3 |
| 16 mag. | Las Palmas-Betis           | 2-2 |
| 16 mag. | Almeria-Barcellona         | 0-2 |
| 16 mag. | Real Sociedad-Valencia     | 1-0 |

|         | 37ª giornata              |     |
|         |                           |     |
| 18 mag. | Alaves-Getafe             | 1-0 |
| 19 mag. | Athletic Bilbao-Siviglia  | 2-0 |
| 19 mag. | Atletico Madrid-Osasuna   | 1-4 |
| 19 mag. | Barcellona-Rayo Vallecano | 3-0 |
| 19 mag. | Betis-Real Sociedad       | 0-2 |
| 19 mag. | Cadice-Las Palmas         | 0-0 |
| 19 mag. | Granada-Celta Vigo        | 1-2 |
| 19 mag. | Maiorca-Almeria           | 2-2 |
| 19 mag. | Valencia-Girona           | 1-3 |
| 19 mag. | Villarreal-Real Madrid    | 4-4 |

|         | 36ª giornata               |     |
|         |                            |     |
| 14 mag. | Osasuna-Maiorca            | 1-1 |
| 14 mag. | Real Madrid-Alaves         | 5-0 |
| 14 mag. | Girona-Villarreal          | 0-1 |
| 15 mag. | Rayo Vallecano-Granada     | 2-1 |
| 15 mag. | Siviglia-Cadice            | 0-1 |
| 15 mag. | Celta Vigo-Athletic Bilbao | 2-1 |
| 15 mag. | Getafe-Atletico Madrid     | 0-3 |
| 16 mag. | Las Palmas-Betis           | 2-2 |
| 16 mag. | Almeria-Barcellona         | 0-2 |
| 16 mag. | Real Sociedad-Valencia     | 1-0 |

|         | 37ª giornata              |     |
|         |                           |     |
| 18 mag. | Alaves-Getafe             | 1-0 |
| 19 mag. | Athletic Bilbao-Siviglia  | 2-0 |
| 19 mag. | Atletico Madrid-Osasuna   | 1-4 |
| 19 mag. | Barcellona-Rayo Vallecano | 3-0 |
| 19 mag. | Betis-Real Sociedad       | 0-2 |
| 19 mag. | Cadice-Las Palmas         | 0-0 |
| 19 mag. | Granada-Celta Vigo        | 1-2 |
| 19 mag. | Maiorca-Almeria           | 2-2 |
| 19 mag. | Valencia-Girona           | 1-3 |
| 19 mag. | Villarreal-Real Madrid    | 4-4 |

| \| \| 38ª giornata \| \| \| \| \| \| \| \| \| 24 mag. \| Girona-Granada \| 7-0 \| \| \| 25 mag. \| Osasuna-Villarreal \| 1-1 \| \| \| 25 mag. \| Real Sociedad-Atletico Madrid \| 0-2 \| \| \| 25 mag. \| Almeria-Cadice \| 6-1 \| \| \| 25 mag. \| Rayo Vallecano-Athletic Bilbao \| 0-1 \| \| \| 25 mag. \| Real Madrid-Betis \| 0-0 \| \| \| 26 mag. \| Getafe-Maiorca \| 1-2 \| \| \| 26 mag. \| Celta Vigo-Valencia \| 2-2 \| \| \| 26 mag. \| Las Palmas-Alaves \| 1-1 \| \| \| 26 mag. \| Siviglia-Barcellona \| 1-2 \| \| |                                |     |  |
| | 38ª giornata                   |     |  |
| |                                |     |  |
| 24 mag. | Girona-Granada                 | 7-0 |  |
| 25 mag. | Osasuna-Villarreal             | 1-1 |  |
| 25 mag. | Real Sociedad-Atletico Madrid  | 0-2 |  |
| 25 mag. | Almeria-Cadice                 | 6-1 |  |
| 25 mag. | Rayo Vallecano-Athletic Bilbao | 0-1 |  |
| 25 mag. | Real Madrid-Betis              | 0-0 |  |
| 26 mag. | Getafe-Maiorca                 | 1-2 |  |
| 26 mag. | Celta Vigo-Valencia            | 2-2 |  |
| 26 mag. | Las Palmas-Alaves              | 1-1 |  |
| 26 mag. | Siviglia-Barcellona            | 1-2 |  |

|         | 38ª giornata                   |     |  |
|         |                                |     |  |
| 24 mag. | Girona-Granada                 | 7-0 |  |
| 25 mag. | Osasuna-Villarreal             | 1-1 |  |
| 25 mag. | Real Sociedad-Atletico Madrid  | 0-2 |  |
| 25 mag. | Almeria-Cadice                 | 6-1 |  |
| 25 mag. | Rayo Vallecano-Athletic Bilbao | 0-1 |  |
| 25 mag. | Real Madrid-Betis              | 0-0 |  |
| 26 mag. | Getafe-Maiorca                 | 1-2 |  |
| 26 mag. | Celta Vigo-Valencia            | 2-2 |  |
| 26 mag. | Las Palmas-Alaves              | 1-1 |  |
| 26 mag. | Siviglia-Barcellona            | 1-2 |  |

## Statistiche

### Capoliste solitarie
|    | —— | ——          | ——          | ——          | —— | ——  | ——          | ——          | ——  | ——  | ——     | ——     | ——  | ——  | ——     | ——     | ——  | ——  | ——     | ——     | ——     | ——          | ——          | ——          | ——          | ——          | ——          | ——          | ——          | ——          | ——          | ——          | ——          | ——          | ——          | ——          | ——          | —— |  |
|    |    | Real Madrid | Real Madrid | Real Madrid |    | Gir | Real Madrid | Real Madrid |     |     | Girona | Girona |     |     | Girona | Girona |     |     | Girona | Girona | Girona | Real Madrid | Real Madrid | Real Madrid | Real Madrid | Real Madrid | Real Madrid | Real Madrid | Real Madrid | Real Madrid | Real Madrid | Real Madrid | Real Madrid | Real Madrid | Real Madrid | Real Madrid | Real Madrid |    |  |
|    |    |             |             |             |    |     |             |             |     |     |        |        |     |     |        |        |     |     |        |        |        |             |             |             |             |             |             |             |             |             |             |             |             |             |             |             |             |    |  |
|    |    |             |             |             |    |     |             |             |     |     |        |        |     |     |        |        |     |     |        |        |        |             |             |             |             |             |             |             |             |             |             |             |             |             |             |             |             |    |  |
| 1ª | 2ª | 3ª          | 4ª          | 5ª          | 6ª | 7ª  | 8ª          | 9ª          | 10ª | 11ª | 12ª    | 13ª    | 14ª | 15ª | 16ª    | 17ª    | 18ª | 19ª | 20ª    | 21ª    | 22ª    | 23ª         | 24ª         | 25ª         | 26ª         | 27ª         | 28ª         | 29ª         | 30ª         | 31ª         | 32ª         | 33ª         | 34ª         | 35ª         | 36ª         | 37ª         | 38ª         |    |  |

### Classifica in divenire
|                 | 1ª | 2ª | 3ª | 4ª | 5ª | 6ª  | 7ª  | 8ª  | 9ª  | 10ª | 11ª | 12ª | 13ª | 14ª | 15ª | 16ª | 17ª | 18ª | 19ª | 20ª | 21ª | 22ª | 23ª | 24ª | 25ª | 26ª | 27ª | 28ª | 29ª | 30ª | 31ª | 32ª | 33ª | 34ª | 35ª | 36ª | 37ª | 38ª |
|                 |    |    |    |    |    |     |     |     |     |     |     |     |     |     |     |     |     |     |     |     |     |     |     |     |     |     |     |     |     |     |     |     |     |     |     |     |     |     |
| --------------- | -- | -- | -- | -- | -- | --- | --- | --- | --- | --- | --- | --- | --- | --- | --- | --- | --- | --- | --- | --- | --- | --- | --- | --- | --- | --- | --- | --- | --- | --- | --- | --- | --- | --- | --- | --- | --- | --- |
| Alaves          | 0  | 3  | 3  | 6  | 6  | 6   | 7   | 7   | 8   | 9   | 9   | 12  | 12  | 15  | 16  | 16  | 16  | 16  | 17  | 20  | 23  | 26  | 26  | 27  | 28  | 29  | 29  | 32  | 32  | 32  | 32  | 35  | 38  | 41  | 42  | 42  | 45  | 46  |
| Almeria         | 0  | 0  | 1  | 1  | 1  | 2   | 2   | 3   | 3   | 3   | 3   | 3   | 3   | 3   | 4   | 4   | 5   | 5   | 5   | 6   | 6   | 6   | 6   | 7   | 8   | 9   | 9   | 10  | 13  | 13  | 14  | 14  | 14  | 17  | 17  | 17  | 18  | 21  |
| Athletic Bilbao | 0  | 3  | 6  | 7  | 10 | 13  | 14  | 14  | 17  | 17  | 18  | 21  | 24  | 25  | 28  | 29  | 32  | 35  | 38  | 41  | 41  | 42  | 45  | 46  | 49  | 49  | 50  | 53  | 56  | 56  | 57  | 58  | 58  | 61  | 62  | 62  | 65  | 68  |
| Atlético Madrid | 3  | 4  | 7* | 7* | 7* | 10* | 13* | 16* | 19* | 22* | 25* | 25* | 28* | 31* | 31* | 34* | 34* | 35* | 38  | 38* | 41* | 44* | 48  | 48  | 51  | 52  | 55  | 55  | 55  | 58  | 61  | 61  | 64  | 67  | 70  | 73  | 73  | 76  |
| Barcellona      | 1  | 4  | 7  | 10 | 13 | 16  | 17  | 20  | 21  | 24  | 24  | 27  | 30  | 31  | 34  | 34  | 35  | 38  | 41  | 41* | 44* | 44* | 50  | 51  | 54  | 57  | 58  | 61  | 64  | 67  | 70  | 70  | 73  | 73  | 76  | 79  | 82  | 85  |
| Betis           | 3  | 4  | 4  | 7  | 7  | 8   | 9   | 12  | 13  | 14  | 17  | 20  | 21  | 24  | 25  | 26  | 27  | 28  | 28  | 31  | 31  | 34  | 35  | 38  | 39  | 42  | 42  | 42  | 42  | 42  | 45  | 48  | 49  | 52  | 55  | 56  | 56  | 57  |
| Cadice          | 3  | 3  | 4  | 7  | 7  | 8   | 9   | 9   | 9   | 9   | 10  | 10  | 10* | 10* | 12  | 13  | 14  | 15  | 15  | 15  | 15  | 16  | 17  | 17  | 17  | 18  | 19  | 22  | 22  | 25  | 25  | 25  | 26  | 26  | 29  | 32  | 33  | 33  |
| Celta Vigo      | 0  | 1  | 1  | 4  | 4  | 4   | 5   | 5   | 6   | 6   | 6   | 7   | 7   | 8   | 9   | 10  | 13  | 13  | 16  | 17  | 17  | 17  | 20  | 20  | 20  | 21  | 24  | 24  | 27  | 28  | 28  | 31  | 31  | 34  | 34  | 37  | 40  | 41  |
| Getafe          | 1  | 1  | 4  | 4  | 7  | 7   | 8   | 9   | 10  | 11  | 12  | 15  | 16  | 19  | 19  | 22  | 25  | 26  | 26  | 26* | 26* | 29* | 30  | 33  | 34  | 34  | 35  | 35  | 38  | 38  | 39  | 40  | 43  | 43  | 43  | 43  | 43  | 43  |
| Girona          | 1  | 4  | 7  | 10 | 13 | 16  | 19  | 19  | 22  | 25  | 28  | 31  | 34  | 35  | 38  | 41  | 44  | 45  | 48  | 49  | 52  | 55  | 56  | 56  | 56  | 59  | 59  | 62  | 62  | 65  | 65  | 68  | 71  | 74  | 75  | 75  | 78  | 81  |
| Granada         | 0  | 0  | 3  | 3  | 3  | 3   | 4   | 5   | 6   | 6   | 6   | 6   | 7   | 7   | 7   | 8   | 8   | 8   | 11  | 11  | 11  | 11  | 12  | 13  | 14  | 14* | 14* | 14* | 14* | 14  | 17  | 18  | 21  | 21  | 21  | 21  | 21  | 21  |
| Las Palmas      | 1  | 1  | 2  | 2  | 2  | 5   | 5   | 8   | 11  | 11  | 14  | 17  | 18  | 18  | 21  | 24  | 25  | 25  | 25  | 28  | 31  | 31  | 32  | 35  | 35  | 36  | 37  | 37  | 37  | 37  | 37  | 37  | 37  | 37  | 37  | 38  | 39  | 40  |
| Maiorca         | 1  | 1  | 1  | 2  | 5  | 5   | 6   | 7   | 8   | 8   | 9   | 9   | 9*  | 9*  | 11  | 14  | 15  | 18  | 18  | 19  | 20  | 20  | 20  | 23  | 23  | 24  | 27  | 27  | 30  | 31  | 31  | 31  | 32  | 32  | 35  | 36  | 37  | 40  |
| Osasuna         | 3  | 3  | 6  | 6  | 6  | 7   | 7   | 10  | 10  | 13  | 13  | 13  | 14  | 14  | 15  | 16  | 19  | 19  | 22  | 22* | 25* | 26* | 26  | 29  | 32  | 33  | 36  | 36  | 36  | 39  | 39  | 39  | 39  | 39  | 40  | 41  | 44  | 45  |
| Rayo Vallecano  | 3  | 6  | 6  | 6  | 9  | 10  | 11  | 12  | 13  | 16  | 17  | 18  | 18  | 19  | 19  | 20  | 20  | 20  | 23  | 23* | 23* | 24* | 24  | 24  | 25  | 25  | 26  | 26  | 29  | 30  | 31  | 34  | 34  | 34  | 35  | 38  | 38  | 38  |
| Real Madrid     | 3  | 6  | 9  | 12 | 15 | 15  | 18  | 21  | 24  | 25  | 28  | 29  | 32  | 35  | 38  | 39  | 42  | 45  | 48  | 48* | 51* | 54* | 58  | 61  | 62  | 65  | 66  | 69  | 72  | 75  | 78  | 81  | 84  | 87  | 90  | 93  | 94  | 95  |
| Real Sociedad   | 1  | 2  | 3  | 6  | 6  | 9   | 12  | 15  | 15  | 18  | 19  | 19  | 22  | 25  | 26  | 29  | 30  | 31  | 32  | 32  | 35  | 36  | 37  | 37  | 40  | 40  | 40  | 43  | 46  | 49  | 50  | 51  | 51  | 54  | 54  | 57  | 60  | 60  |
| Siviglia        | 0  | 0  | 0* | 0  | 3  | 4   | 7   | 7   | 8   | 9   | 10  | 11  | 12* | 12* | 13* | 13* | 13* | 16* | 16  | 16  | 16  | 17  | 20  | 23  | 24  | 24  | 27  | 28  | 28  | 31  | 34  | 37  | 38  | 41  | 41  | 41  | 41  | 41  |
| Valencia        | 3  | 6  | 6  | 6  | 9  | 10  | 10  | 10  | 11  | 14  | 15  | 18  | 18  | 19  | 19  | 19  | 20  | 23  | 26  | 29  | 32  | 32  | 35  | 35  | 36  | 36* | 37* | 40* | 40* | 41* | 47  | 47  | 47  | 47  | 48  | 48  | 48  | 49  |
| Villarreal      | 0  | 3  | 3  | 3  | 6  | 7   | 7   | 8   | 8   | 9   | 12  | 12  | 12  | 15  | 16  | 16  | 16  | 19  | 19  | 19  | 20  | 23  | 24  | 25  | 26  | 29  | 32  | 35  | 38  | 38  | 39  | 42  | 45  | 45  | 48  | 51  | 52  | 53  |

### Primati stagionali
Aggiornati al 26 maggio 2024

#### Squadre
- Maggior numero di vittorie: Real Madrid (29)
- Maggior numero di pareggi: Maiorca (16)
- Maggior numero di sconfitte: Granada (25)
- Minor numero di vittorie: Almeria (3)
- Minor numero di pareggi: Atl. Madrid (4)
- Minor numero di sconfitte: Real Madrid (1)
- Miglior attacco: Real Madrid (87 gol fatti)
- Miglior difesa: Real Madrid (26 gol subiti)
- Miglior differenza reti: Real Madrid (+61)
- Peggior attacco: Cadice (26 gol fatti)
- Peggior difesa: Granada (79 gol subiti)
- Peggior differenza reti: Granada (-41)
- Miglior serie positiva: Real Madrid (32, 7ª-38ª giornata)
- Peggior serie negativa: Las Palmas (8, 28ª-35ª giornata)

#### Partite
- Partite con più gol: Real Sociedad-Granada 5-3 (8, 4ª giornata), Girona-Maiorca 5-3 (8, 6ª giornata), Barcellona-Villareal 3-5 (8, 22ª giornata), Villareal-Real Madrid 4-4 (8, 37ª giornata)
- Maggior scarto di gol: Rayo Vallecano-At. Madrid 0-7 (7, 3ª giornata) e Girona-Granada 7-0 (7, 38ª giornata)
- Maggior numero di reti in una giornata: (35, 6ª giornata)

### Individuali

#### Classifica marcatori finale
| Gol | Rigori |  | Giocatore            | Squadra     |
| --- | ------ |  | -------------------- | ----------- |
| 24  | 7      |  | Artem Dovbyk         | Girona      |
| 23  |        |  | Alexander Sørloth    | Villareal   |
| 19  | 1      |  | Jude Bellingham      | Real Madrid |
| 19  | 4      |  | Robert Lewandowski   | Barcellona  |
| 17  | 3      |  | Ante Budimir         | Osasuna     |
| 16  | 4      |  | Antoine Griezmann    | At. Madrid  |
| 16  | 1      |  | Youssef En-Nesyri    | Siviglia    |
| 15  | 4      |  | Borja Mayoral        | Getafe      |
| 15  | 1      |  | Vinícius Júnior      | Real Madrid |
| 15  |        |  | Álvaro Morata        | At. Madrid  |
| 14  |        |  | Gorka Guruzeta       | Ath. Bilbao |
| 13  |        |  | Hugo Duro            | Valencia    |
| 13  |        |  | Jørgen Strand Larsen | Celta Vigo  |
| 12  |        |  | Iñaki Williams       | Ath. Bilbao |